# 裴石民
裴石民（1892年—1976年），原名裴云庆、又名德铭，江苏宜兴人，紫砂壶名家。

## 生平
裴石民出生于宜兴蜀山南街，15岁随姐夫江祖臣（字 案卿）学习制壶工艺。22岁起在利永陶器公司制作紫砂器，后更名“石民”。1926年经江祖臣介绍到上海，为古董商仿制古代紫砂名品，时人称之为“陈鸣远第二”。上海魔术大师莫悟奇也曾聘裴石民为其制陶。两人常共同设计，再由裴氏制作，其中一些盆景上钤有“悟奇治陶”章，被称为“悟奇陶”。抗日战争爆发后他回到宜兴，开设石民陶器店，自制自售。
中华人民共和国成立后，裴石民于1954年参加蜀山陶业生产合作社（宜兴紫砂工艺厂前身）。1956年，江苏省人民政府任命他为七位技术辅导员之一，被后来人称为“紫砂七老”。